# Окс, Борис Абрамович
Бори́с Абра́мович Окс (10 декабря 1851, Григориополь, Каменец-Подольская губерния — 22 сентября 1926, Шанхай) — российский медик, редактор и издатель, организатор здравоохранения.

## Биография
Борис Окс изучал медицину в Вюрцбурге, Цюрихе и Гейдельберге . В 1878 году в Гейдельбергском университете защитил диссертацию доктора медицины в области физиологии сна, опубликованную как монография «Физиология сна и сновидений» в Одессе в 1880 году.
В 1879—1887 годах работал в Болгарии. Был окружным лекарем в городах Радомир (1879), Разград (1881) и Варна (1883), издавал медицинский журнал «Здраве» (1884—1887). После стажировки в Вене и Берлине (1879) основал и возглавил в Разграде первый в Болгарии (и второй в Европе) противооспенный институт (1881). К периоду работы Окса в Разграде в 1881—1883 гг. относится создание им первой в Болгарии противооспенной вакцины. На VII Пироговском съезде представил материалы о противооспенной вакцинации более полумиллиона взрослых и детей изготовленной в институте вакциной, обосновав необходимость поголовной вакцинации населения. Некоторое время работал в Софии, где вёл работу по организации бактериологического института, открытого уже после его отъезда из страны.
В 1889 году вернулся в Россию, обосновавшись в Санкт-Петербурге. С 1891 года на протяжении двух с половиной десятилетий издавал газету «Фельдшер», призванную обобщить опыт передовых фельдшеров Российской империи и способствовавшую консолидации профессионального фельдшерского сообщества России. Кроме того, с 1898 года, совместно с Л. Я. Якобзоном, издавал «Медицинский журнал» и газету «Домашний доктор» (с 1907 года).
Автор ряда статей по медицине в Энциклопедии Брокгауза и Ефрона. В 1890—1916 годах издавал ежегодную справочную и записную книжку-календарь для фельдшеров всех ведомств и фельдшериц-акушерок «Эскулап». Автор рецептурных справочников. Под его редакцией был издан ряд переводов западноевропейской медицинской литературы, многократно переиздававшийся «Медицинский латинско-русский и русско-латинский словарь» (последнее издание было подготовлено уже посмертно в 1934 году).
Проживал в Санкт-Петербурге по адресу Московский проспект, дом № 34-а, на Невском проспекте, дом № 102, затем на улице Офицерской, дом № 26.
В 1922 году покинул Россию и до конца жизни жил в Шанхае. В 1922—1926 годах был первым председателем созданного им Общества русских врачей в Шанхае.
Улица в Варне носит имя доктора Бориса Окса.

## Семья
- Первая жена — Клара Александровна Окс. Сыновья от первого брака:
  - Врач-офтальмолог Алекандр Борисович Окс (1871—1932), автор публикаций по практической медицине, переиздававшихся русско-латинского и латинско-русского словарей.
  - Юрист и писатель Виктор Борисович Окс (1879—1954), выпускник Новороссийского университета, торгпред СССР во Франции (1922—1924), автор художественной прозы, пьес, литературной критики. Вторым браком был женат на Любови Васильевне Миловидовой (в первом браке замужем за Л. Б. Красиным), их дети — Андрэ Окс, участник движения Сопротивления во Франции, погиб в 1944 году; Нина Окс, литературный секретарь А. М. Горького на Капри.[8][9]
- Вторая жена — Цецилия Давыдовна Зеленская (сценический псевдоним — Цецилия Давыдова, Cecilia David; 1878, Одесса — 1909, Милан), оперная певица (сопрано).
  - Сын — художник Евгений Борисович Окс (1899—1968)[10]. Его дочь — театральная художница Людмила Евгеньевна Окс (1931—2013).
  - Дочь — Тамара Борисовна Окс (по сцене Гаевская, 1902—1967), оперная певица, жила в Италии, где выступала под именем Tamara Gaievska.
- Брат — юрист Моисей (Исаак) Абрамович Окс (1844, Бершадь — 1891, Одесса), автор ряда трудов по юриспруденции, рассказов, фельетонов.

## Книги
- Физиология сна и сновидений. Одесса: Типография П. Францова, 1880. — 119 с.
- Из области науки: Общедоступные очерки из разных отраслей знания. СПб: Типография А. Г. Сыркина, 1882. — 158 с.
- Дифтерит и другие болезни. СПб: Типография М. И. Румша, 1883. — 158 с.
- Практика оспопрививания. СПб: Типография «Общественная польза», 1891. — 36 с.
- Медицинский латинско-русский и русско-латинский словарь. Составлен студентами-медиками Юрьевского университета А. Б. Оксом и Л. Я. Якобзоном под редакцией д-ра Б. А. Окса. 2-е изд., испр. и доп. — СПб, 1896. — 93 с.; 3-е изд., испр. и доп. — СПб, 1901. — 195 с.; 4-е изд., испр. и доп. — СПб: К. Л. Риккер, 1910. — 249 с.; — 6-е изд., испр. и доп. Петроград: К. Л. Риккер, 1918. — 237 с.; — 7-е изд., испр. и доп. проф. М. Я. Брейтманом. Л.—М.: Ленмедгиз, 1934. — 256 с.
- Краткий медицинский русско-латинский словарь: С включением греческих терминов и с приложением перечня употребительных латинских сокращений на рецептах. Составили Александр Окс и Людвиг Якобзон, студенты-медики Юрьевского университета. Редакция и издание д-ра Б. А. Окса. СПб: Типография инженера Г. Бернштейна, 1896. — 70 с.
- Фельдшерская фармакология: Справочная книжка с приложением 300 фельдшерских рецептов. СПб: Типография Контрагентства железных дорог, 1897; Изд. 3-е, доп. и испр. — СПб, 1902. — 219 с.; 8-е изд. — Петроград: Риккер, 1918. — 254 с.
- Спутник военного фельдшера, санитара, брата и сестры милосердия. СПб: Русская печатня К. Четверикова, 1901. — 222 с.
- Raupų čiepyjimas: šneka su jauna motina / Boris Oks. Вильна, 1908.
- Популярная физиология сна и сновидений. 2-е изд., испр. и доп. СПб: Типография И. Генералова, 1909.